# 康驥
康驥（1424年—？），字德良，江西吉安府泰和縣人，軍籍，明朝政治人物。進士出身。

## 生平
順天府鄉試第一百十八名。景泰五年（1454年）參加甲戌科會試第二百八名，殿試登進士第三甲第一百名。

## 家族
曾祖康正道。祖父康仲玄。父亲康子倫。